# Felix Magath
Wolfgang Felix Magath, född 26 juli 1953, är en tysk före detta fotbollsspelare (mittfältare) och numera tränare.
Magath var en populär play-maker i Hamburger SV under lagets storhetstid i början av 1980-talet. Han avgjorde Europacupfinalen mot Juventus 1983. Efter den aktiva karriären har Magath verkat som tränare. Han nådde stora framgångar under sin tid i VfB Stuttgart. Hans mor är tyska och hans far puertorican. 

## Spelarkarriär
Felix Magath blev proffs 1974 i FC Saarbrücken i 2. Bundesliga. 1976 bytte han till Hamburger SV i Bundesliga där han tillbringade resten av sin aktiva karriär fram till 1986. Han var Hamburgs playmaker och en av Bundesligas bästa spelare i rollen som nummer 10. Han spelade tillsammans med bland andra Manfred Kaltz, Kevin Keegan och Horst Hrubesch. Han blev tysk mästare med klubben tre gånger och vann Cupvinnarcupen 1977 och Europacupen 1983. I finalen mot Juventus 1983 gjorde Magath Hamburgs segermål.
Magath debuterade i landslaget 1977 och blev europamästare 1980. Han tog även VM-silver 1982 och 1986. En konflikt med Jupp Derwall gjorde att han slutade i landslaget 1982. Han övertalades att göra comeback 1984 under Franz Beckenbauers ledning.

### Meriter
- A-landskamper: 43 (3 mål) (1977-1986)
- VM-turneringar: 1982, 1986
- VM-silver 1986
- EM-slutspel: 1980
- Europamästare 1980
- Europacupen för mästarlag: 1983
- Cupvinnarcupen: 1977
- Tysk mästare 1979, 1982, 1983

## Tränarkarriär

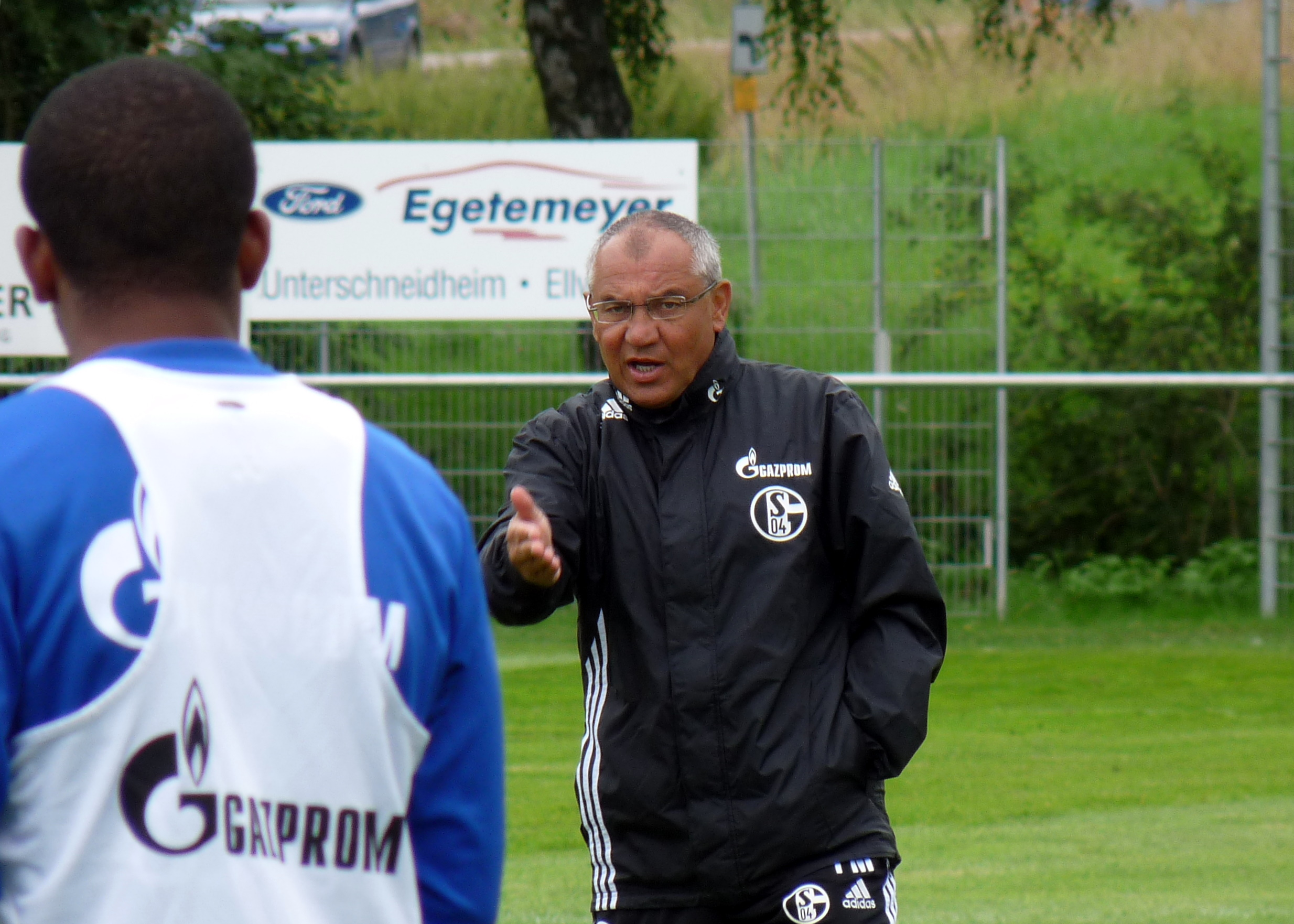

Magath inledde tränarkarriären i sin gamla klubb Hamburg och tränade även Werder Bremen. Han första framgång kom när han räddade kvar Eintracht Frankfurt i Bundesliga. Magath fick sitt genombrott som tränare i VfB Stuttgart som han tog över 2001 och ledde till en andraplats 2003. Magath har som tränare blivit känd för sin hårda träning, bland annat med medicinbollar och med mycket löpträning. Han har som tränare jämförts med Ernst Happel som var hans tränare i Hamburg. Magath var den första tränaren som ledde en tysk klubb till två raka dubblar. Han värvades till Wolfsburg och ledde laget sensationellt till ligaseger 2009.

### Meriter
VfB Stuttgart
- Intertotocupen: 2002

FC Bayern München
- Fußball-Bundesliga: 2004–2005, 2005–2006
- DFB-Pokal: 2004–2005, 2005–2006
- DFB-Ligapokal: 2004

VfL Wolfsburg
- Bundesliga: 2008–2009